# Trasporti in Venezuela
Questa voce raccoglie le principali tipologie di Trasporti in Venezuela.

## Trasporti su rotaia

### Reti ferroviarie
In totale: 682 km, 247 dei quali appartenenti a ferrovie private (dati 2005)
- Scartamento normale (1435 mm): 682 km
- Gestore nazionale: Instituto Autónomo de Ferrocarriles del Estado (IAFE)
- Collegamento a reti estere contigue
  - assente: Brasile, Colombia e Guyana.

### Reti metropolitane
In Venezuela esistono sistemi di metropolitana a Caracas (dal 1983), a Los Teques e a Valencia (dal 2006). Alla fine del 2007 dovrebbero aprire anche le reti di Barquisimeto, Maracaibo e Mérida.

### Reti tranviarie
Attualmente il servizio tranviario è assente in questa nazione.

## Trasporti su strada

### Rete stradale
In totale:  96.155 km (dati 1997)
- asfaltate: 32.308 km
- bianche:  63.847 km.

### Reti filoviarie
In Venezuela dal 2006 circolano filobus a Barquisimeto ed a Mérida.

### Autolinee
Nella capitale del Venezuela, Caracas, ed in altre zone abitate operano aziende pubbliche e private che gestiscono i trasporti urbani, suburbani ed interurbani esercitati con autobus.

## Idrovie
La nazione dispone di 71.101 km di acque navigabili, come quelle appartenenti al Rio Orinoco ed al Lago di Maracaibo (dati 1996).

### Porti e scali
- Amuay, Bajo Grande, El Tablazo, La Guaira, La Salina, Maracaibo, Matanzas, Palua, Puerto Cabello, Puerto La Cruz, Puerto Ordaz, Puerto Sucre e Punta Cardon.

## Trasporti aerei

### Aeroporti
In totale: 366 (dati 1999)
a) con piste di rullaggio pavimentate: 122
- oltre 3047 m: 5
- da 2438 a 3047 m: 10
- da 1524 a 2437 m: 32
- da 914 a 1523 m: 58
- sotto 914 m: 17.

b) con piste di rullaggio non pavimentate: 244
- oltre 3047 m: 0
- da 2438 a 3047 m: 0
- da 1524 a 2437 m: 10
- da 914 a 1523 m: 93
- sotto 914 m: 141.